# Evangélikus nagytemplom (Rákospalota)
Az evangélikus nagytemplom egy evangélikus templom Budapest XV. kerületében, Rákospalotán, a Régi Fóti úton.

## Története
A rákospalotai gyülekezet a reformáció során alakult, mikor is nagyszámú evangélikus szlovák telepes érkezett a törököktől visszafoglalt és szinte teljesen elnéptelenedett területre. 1749-től kezdve a hívek Cinkotára jártak istentiszteletre, aminek 1774-től hivatalosan is az egyik leányegyházaként működtek. 

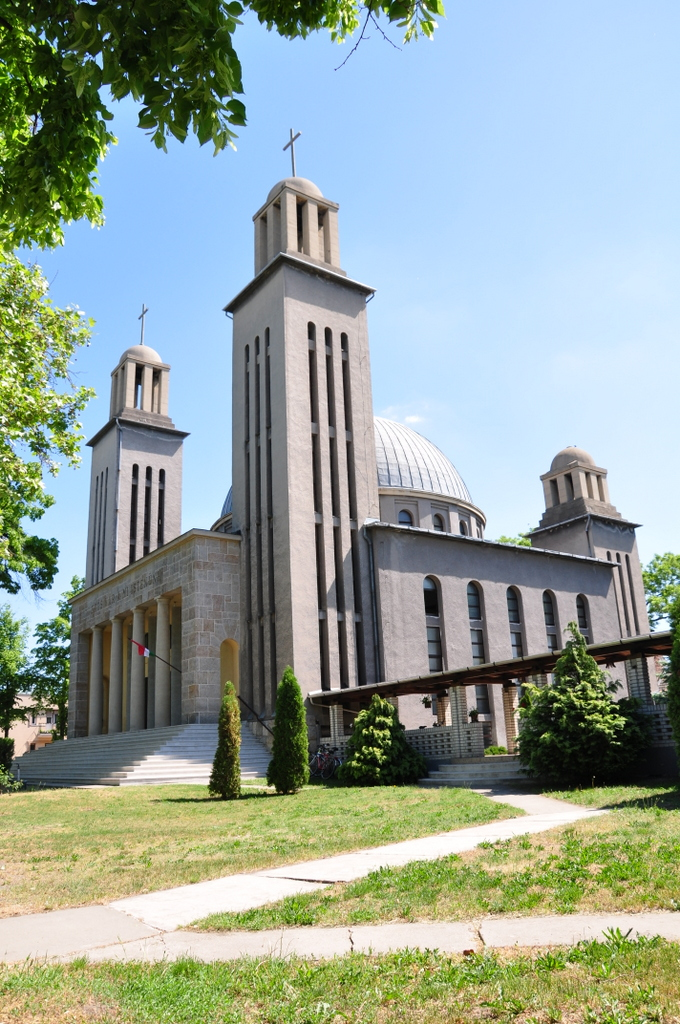

1794-ben II. Lipót magyar király és osztrák császár felhatalmazásával Rákospalotán iskolát építettek, ahol innentől kezdve vasárnapi istentiszteleteiket tartották kezdetben szlovák, később pedig magyar nyelven is.
Első templomukat 1855-ben avatták fel a mai Juhos utcában a Károlyi Istvántól kapott telken. A falu 1861-ben teljesen megváltotta magát Károlyi gróftól, innentől kezdve saját sorsával önmaga rendelkezhetett.
A gyülekezet tíz évvel később, 1871-ben lett önálló és vált anyaegyházközséggé, aminek 1894-ben egy ideig Kossuth Ferenc, Kossuth Lajos fia volt az egyházi felügyelője.
A hívek számának folyamatos növekedésével egyre szűkebbé vált a régi templom, mígnem a 20. század elején felvetődött egy új, nagyobb templom építésének ötlete. Ennek terveit László György és Szalkay Jenő készítette el, alapkőletétele pedig 1936-ban volt. Építése öt évig tartott. Kovács Sándor püspök 1941. december 21-én szentelte fel. Építésének költségeit nagyrészt a hívek adományaiból fedezték. Az épület az időközben kitört második világháború során nem szenvedett el komolyabb károkat.
Alaprajza négyzetes, sarkain egy-egy (összesen négy) toronnyal, amik közül a homlokzatiak sokkal magasabbak a hátsó kettőnél. Az előcsarnok dór oszlopos, míg a beltér gyakorlatilag egészét egyetlen kupola fedi be. A központos elrendezés, a vasbeton, mint építőanyag használata, valamint a kupolalezárás, ami a tornyokon is ismétlődik mind modern építészeti jellegét erősítik, míg a bejárati oszlopsor antikizálni igyekszik. A nagyszabású épületbe hosszú, vékony ablakokon keresztül tör be a fény, valamint a kupola tetején kialakított „lámpáson” át, ami összességében roppant világossá teszi.